# Morten Frost
Pour les articles homonymes, voir Frost.
Morten Frost, né le 4 avril 1958 à Nykøbing Sjælland, est un joueur danois de badminton. C'est le père du joueur de squash Kristian Frost, champion du Danemark à neuf reprises.

## Carrière
Morten Frost est médaillé d'or en simple aux Championnats d'Europe de badminton 1984 et aux Championnats d'Europe de badminton 1986.
Il remporte la médaille d'argent en simple aux Championnats d'Europe de badminton 1980, aux Jeux mondiaux de 1981, aux Championnats du monde de badminton 1985, aux Championnats du monde de badminton 1987 et aux Championnats d'Europe de badminton 1988.
Au niveau national, il est champion de badminton au Danemark à neuf reprises, entre 1978 et 1991.
En 2015, il devient directeur technique de l'équipe nationale de Malaisie avec un contrat jusqu'aux jeux olympiques d'été de 2020. Après une série de mauvais résultats en 2017, il démissionne cependant de ce poste, pour des raisons personnelles.
En 2019, il signe un contrat d'un an pour entrainer l'équipe junior d'Inde,.
En 2022, il devient directeur des performances pour la fédération anglaise de badminton.

## Palmarès

### Championnats du monde
Simple Homme
| Année | Lieu                                   | Adversaire | Score              | Résultat |
| ----- | -------------------------------------- | ---------- | ------------------ | -------- |
| 1985  | Olympic Saddledome, Calgary, Canada    | Han Jian   | 18–14, 10–15, 8–15 | Argent   |
| 1987  | Capital Indoor Stadium, Beijing, Chine | Yang Yang  | 2–15, 15–13, 12–15 | Argent   |

### Coupe du monde
Simple Homme
| Année | Lieu                                       | Adversaire    | Score             | Result |
| ----- | ------------------------------------------ | ------------- | ----------------- | ------ |
| 1985  | Senayan Sports Complex, Jakarta, Indonesia | Icuk Sugiarto | 11–15, 15–8, 4–15 | Argent |
| 1986  | Senayan Sports Complex, Jakarta, Indonesia | Icuk Sugiarto | 15–5, 6–15, 11–15 | Argent |

Men's doubles
| Année | Lieu                                   | Partenaire          | Adversaire                       | Score              | Result |
| ----- | -------------------------------------- | ------------------- | -------------------------------- | ------------------ | ------ |
| 1983  | Stadium Negara, Kuala Lumpur, Malaysia | Jens Peter Nierhoff | Christian Hadinata Bobby Ertanto | 11–15, 15–4, 13–15 | Bronze |

### World Games
Simple Homme
| Année | Lieu                                              | Adversaire    | Score             | Résultat |
| ----- | ------------------------------------------------- | ------------- | ----------------- | -------- |
| 1981  | San Jose Civic Auditorium, Californie, États-Unis | Chen Changjie | 15–9, 7–15, 12–15 | Argent   |

### Championnats Européen
Simple Homme
| Année | Lieu                                    | Adversaire          | Score             | Résultat |
| ----- | --------------------------------------- | ------------------- | ----------------- | -------- |
| 1980  | Groningen, Netherlands                  | Flemming Delfs      | 4–15, 15–1, 14–17 | Argent   |
| 1984  | Preston Guild Hall, Preston, Angleterre | Jens Peter Nierhoff | 15–8, 15–2        | Or       |
| 1986  | Uppsala, Sweden                         | Ib Frederiksen      | 15–8, 15–2        | Or       |
| 1988  | Kristiansand, Norvège                   | Darren Hall         | 15–8, 12–15, 9–15 | Argent   |

### IBF World Grand Prix
Simple Homme
| Année | Tournament              | Adversaire             | Score               | Résultat  |
| ----- | ----------------------- | ---------------------- | ------------------- | --------- |
| 1983  | Swedish Open            | Misbun Sidek           | 15–9, 10–15, 13–15  | Finaliste |
| 1983  | All England Open        | Luan Jin               | 2–15, 15–12, 4–15   | Finaliste |
| 1983  | Scandinavian Open       | Prakash Padukone       | 18–17, 15–2         | Vainqueur |
| 1983  | World Grand Prix Finals | Luan Jin               | 2–15, 6–15          | Finaliste |
| 1984  | Chinese Taipei Open     | Hastomo Arbi           | 15–11, 15–7         | Vainqueur |
| 1984  | Japan Open              | Liem Swie King         | 15–1, 18–15         | Vainqueur |
| 1984  | Scottish Open           | Kevin Jolly            | 15–11, 15–2         | Vainqueur |
| 1984  | Denmark Open            | Jens Peter Nierhoff    | 15–1, 15–2          | Vainqueur |
| 1984  | All England Open        | Liem Swie King         | 9–15, 15–10, 15–10  | Vainqueur |
| 1984  | Malaysia Open           | Icuk Sugiarto          | 9–15, 4–15          | Finaliste |
| 1984  | Scandinavian Open       | Han Jian               | 15–10, 15–9         | Vainqueur |
| 1984  | World Grand Prix Finals | Liem Swie King         | 15–5, 15–4          | Vainqueur |
| 1985  | Hong Kong Open          | Yang Yang              | 10–15, 11–15        | Finaliste |
| 1985  | Denmark Open            | Sung Han-kuk           | 15–4, 15–5          | Vainqueur |
| 1985  | All England Open        | Zhao Jianhua           | 15–6, 10–15, 15–18  | Finaliste |
| 1985  | English Masters         | Steve Baddeley         | 15–12, 11–15, 15–11 | Vainqueur |
| 1985  | Malaysia Masters        | Misbun Sidek           | 15–4, 15–7          | Vainqueur |
| 1985  | Scandinavian Open       | Lius Pongoh            | 15–5, 15–8          | Vainqueur |
| 1986  | German Open             | Michael Kjeldsen       | 15–4, 15–3          | Vainqueur |
| 1986  | Scandinavian Open       | Torben Carlsen         | 15–5, 15–5          | Vainqueur |
| 1986  | All England Open        | Misbun Sidek           | 15–2, 15–8          | Vainqueur |
| 1986  | Denmark Open            | Michael Kjeldsen       | 15–9, 15–10         | Vainqueur |
| 1986  | English Masters         | Sze Yu                 | 15–8, 15–5          | Vainqueur |
| 1986  | World Grand Prix Finals | Yang Yang              | 13–18, 8–15         | Finaliste |
| 1987  | Poona Open              | Jens Peter Nierhoff    | 15–11, 15–11        | Vainqueur |
| 1987  | All England Open        | Icuk Sugiarto          | 15–10, 15–0         | Vainqueur |
| 1987  | English Masters         | Steve Baddeley         | 18–13, 15–18, 15–12 | Vainqueur |
| 1988  | Poona Open              | Ib Frederiksen         | 15–10, 15–9         | Vainqueur |
| 1988  | German Open             | Xiong Guobao           | 15–4, 15–6          | Vainqueur |
| 1988  | All England Open        | Ib Frederiksen         | 15–8, 7–15, 10–15   | Finaliste |
| 1988  | French Open             | Icuk Sugiarto          | 10–15, 15–6, 2–15   | Finaliste |
| 1988  | English Masters         | Ardy Wiranata          | 15–8, 15–8          | Vainqueur |
| 1988  | Scottish Open           | Nick Yates             | 15–7, 15–5          | Vainqueur |
| 1989  | Chinese Taipei Open     | Eddy Kurniawan         | 15–12, 15–3         | Vainqueur |
| 1989  | Swedish Open            | Allan Budi Kusuma      | 15–4, 15–4          | Vainqueur |
| 1989  | All England Open        | Yang Yang              | 6–15, 7–15          | Finaliste |
| 1989  | German Open             | Steve Baddeley         | 15–6, 15–4          | Vainqueur |
| 1989  | Denmark Open            | Zhao Jianhua           | 15–12, 15–13        | Vainqueur |
| 1989  | Scottish Open           | Jens Peter Nierhoff    | 15–2, 15–5          | Vainqueur |
| 1990  | Finnish Open            | Hermawan Susanto       | 15–13, 4–15, 15–9   | Vainqueur |
| 1990  | Japan Open              | Poul-Erik Høyer Larsen | 15–9, 15–4          | Vainqueur |
| 1990  | Denmark Open            | Poul-Erik Høyer Larsen | 15–4, 10–15, 15–17  | Finaliste |

Men's doubles
| Année | Tournament    | Partner             | Adversaire               | Score        | Résultat  |
| ----- | ------------- | ------------------- | ------------------------ | ------------ | --------- |
| 1984  | Scottish Open | Jesper Helledie     | Nigel Tier Duncan Bridge | 15–11, 15–11 | Vainqueur |
| 1984  | Denmark Open  | Jens Peter Nierhoff | Li Yongbo Tian Bingyi    | 7–15, 2–15   | Finaliste |